# Amegilla dulcifera
Amegilla dulcifera är en biart som först beskrevs av Cockerell 1926.  Amegilla dulcifera ingår i släktet Amegilla och familjen långtungebin. Inga underarter finns listade i Catalogue of Life.